# Shearia oiskaya
Shearia oiskaya är en mångfotingart som beskrevs av Mikhaljova 2000. Shearia oiskaya ingår i släktet Shearia och familjen Diplomaragnidae. Inga underarter finns listade i Catalogue of Life.